# Helena Munktell
Helena Mathilda Munktell, née le 24 novembre 1852 et morte le 10 septembre 1919, est une compositrice suédoise.

## Biographie
Elle est née à Grycksbo, en Dalécarlie, dans une famille aisée, la plus jeune d'une fratrie de neuf enfants ; ses parents étaient Henry et Augusta Munktell. Sa mère vivait séparément à Stockholm et après la mort de son père les enfants la rejoignirent.
Munktell étudia la musique au Conservatoire de Stockholm avec Conrad Nordqvist (sv), Johan Lindegren (sv), Ludvig Norman et Joseph Dente, puis à Vienne avec Julius Epstein. Elle étudia le chant et le piano et continua ses études de composition à Paris avec Benjamin Godard et Vincent d'Indy.
Ses débuts en tant que compositrice eurent lieu en Suède en 1885.
Elle souffrait d'une maladie oculaire et elle mourut à l'âge de 66 ans à Stockholm,.

## Œuvre
Munktell a composé pour orchestre, mais principalement pour voix seule, chœur et des opéras :
- Kleines Trio pour piano, violon et violoncelle
- Bränningar, poème symphonique (début des années 1890)
- Suite pour grand orchestre (début des années 1890)
- À Florence, opéra comique (1889) livret de Daniel Fallström (da).
- Cantata for Women's Congress Texte: H. Widmark (1897)
- Sonate pour violon, op. 21 (1905 ; éd. Eugène Demets) Création, Paris, janvier 1905 par Georges Enesco et Auguste Pierret.
- Valborgsmessoeld Poem, op. 24 (1922)
- Suite dalécarlienne/Dalsuite, op. 22
- Far on the solitary path, Texte : Daniel Fallström
- Isjungfrun, ballade, texte : Emma Sparre
- May night Voices, Texte : Erik Axel Karlfeldt
- Serenade, Texte : Daniel Fallström
- Sleep, sleep
- Magic Power, Texte : Emma Sparre (sœur de la compositrice)
- Old coffee-o name-day show
- Song of the woods

## Enregistrements
- Œuvres symphoniques : Brännigar, op. 19 ; Suite pour grand orchestre ; Valborgsmessoeld, op. 24 ; Suite dadécarlienne - Orchestre symphonique de Gävle, dir. Tobias Ringborg (10-16 janvier 2005, Sterling CDS-1066-2)[3] (OCLC 61828553)
- Sonate pour violon, 10 Mélodies & Kleines Trio – Sofie Asplund, soprano ; Tobias Ringborg, violon ; Kristina Winiarski, violoncelle ; Peter Friis Johansson, piano (septembre et novembre 2019, SACD BIS 2204) (OCLC 1260455372)